# Elizabeth Sanderson
Pour les articles homonymes, voir Sanderson.
Elizabeth Jenny Rosemary Sanderson, baronne Sanderson de Welton, née le 24 mai 1971, est une conseillère politique britannique, une pair à vie et une ancienne journaliste.  

## Biographie
Elle est conseillère spéciale auprès du premier ministre (anciennement ministre de l'Intérieur) Theresa May de 2014 à 2019,,. Le 8 octobre 2019, elle est nommée baronne Sanderson de Welton, de Welton dans le Yorkshire de l'Est. 